# Beka Goto
Beka Goto (ou Beka Gatto, Bekagoto, Beka Gotto) est à la fois un canton et un village du même nom, au Cameroun. Il est situé dans le département du Djérem et la Région de l'Adamaoua et fait partie de la commune de Ngaoundal.

## Population
En 1967 le village comptait 798 habitants, principalement des Gbaya. À cette date il disposait d'un marché périodique, d'une école publique à cycle complet et d'un dispensaire public. 

Lors du recensement de 2005, 14 948 personnes, parmi lesquelles 7 331 hommes et 7 617 femmes, ont été dénombrées dans le canton et 2 651 dans le village.  
Les principales communautés ethniques qui s'y trouvent sont les Peuls et les Gbaya. Ces populations vivent essentiellement de l'agriculture. Les principales cultures qui y sont pratiquées sont le maïs, le manioc et l'arachide. En outre, l’élevage fait partie du quotidien de ces populations, notamment des Peuls. 

## Relief et hydrographie
Beka Goto se trouve au nord-ouest de la commune et est délimité par des chaînes de montagnes tels que : Ngaou Ndoum, au Sud, Ngaou Gabiskedje et Ngoulouk, au Nord, Ngaou Hola et Balina à l’Est. Le Mbong et ses affluents (Mbifock, Mbiwairou et Darso) constituent les principales sources d'approvisionnement en eau.

## Climat
Beka Goto est doté d'un climat tropical, de type Aw selon la classification de Köppen, avec une température moyenne de 22,5 °C et des précipitations moyennes de 1 605 mm à l'année, moins importantes en hiver qu'en été.

## Ressources minières
Le sous-sol du village Beka Goto regorge d'importantes ressources minières de toutes sortes. On y trouve, entre autres, de l'or, des saphirs et du quartz. 